# Teewah Coloured Sands
Teewah Coloured Sands, auch The Pinnacles, ist eine Sandsteinformation über mehrere Kilometer und heilige Stätte der Butchulla-Aborigines im Great-Sandy-Nationalpark an der Küste zwischen Nossa und K’gari in Queensland, Australien.

## Geologie und Entstehung

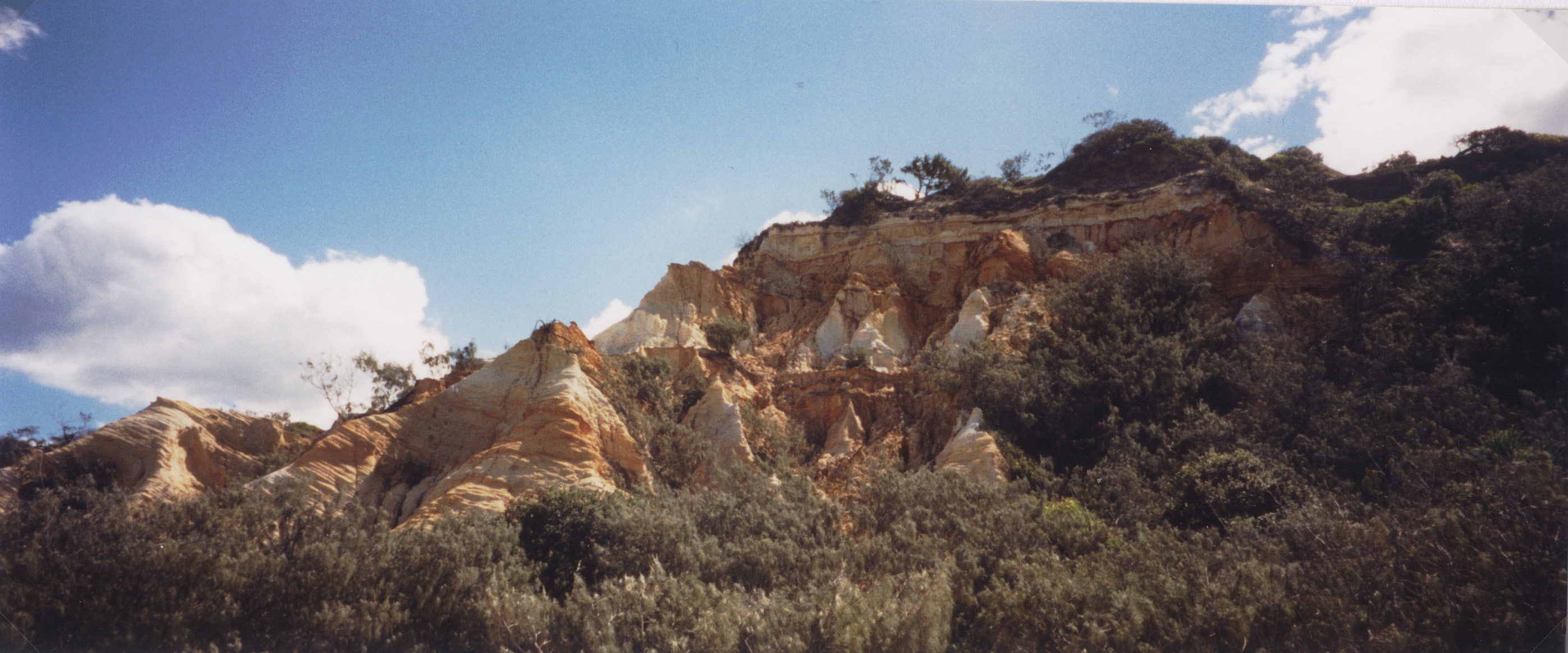
The Pinnacles Coloured Sands auf Fraser Island

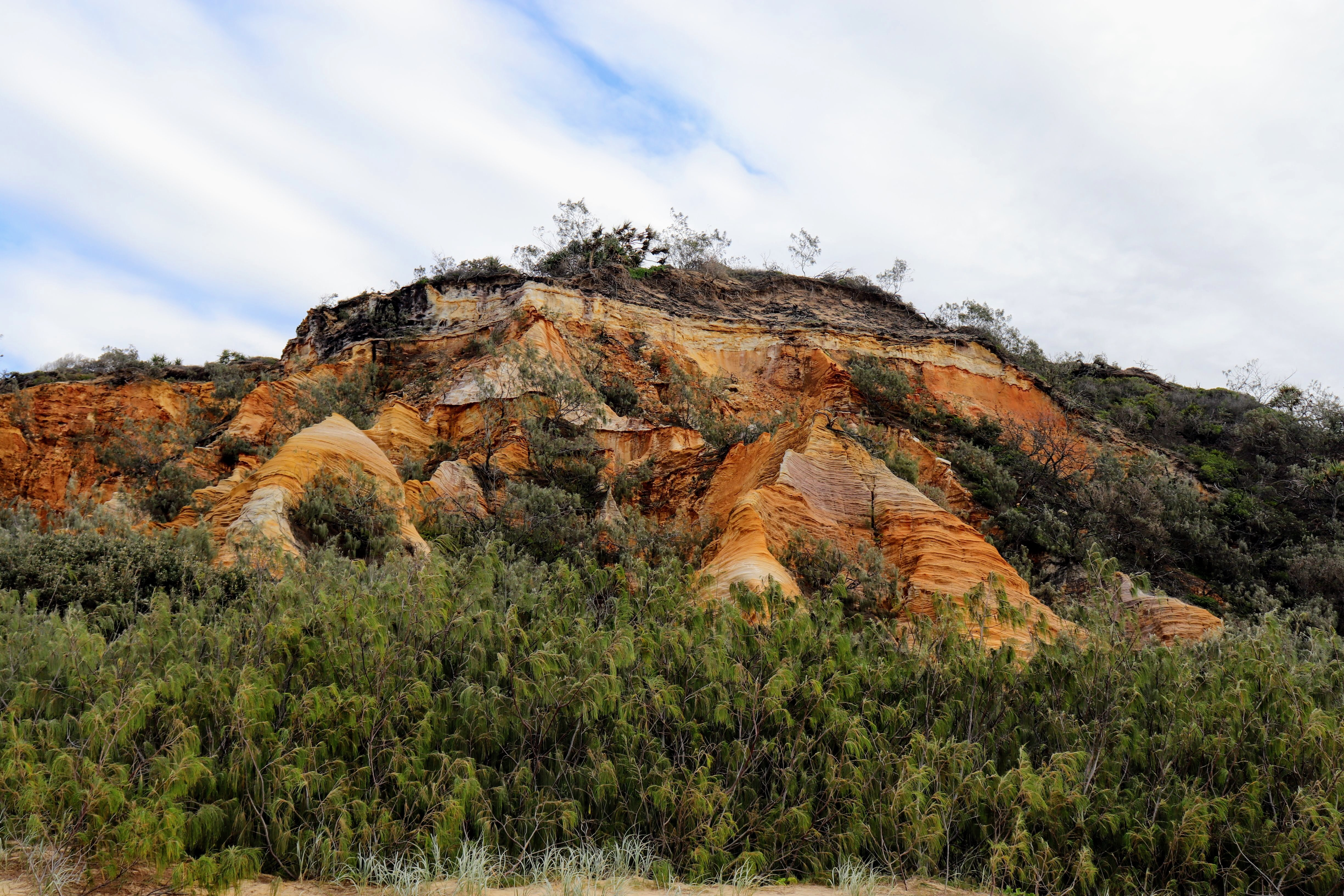
Die Teewah Coloured Sands

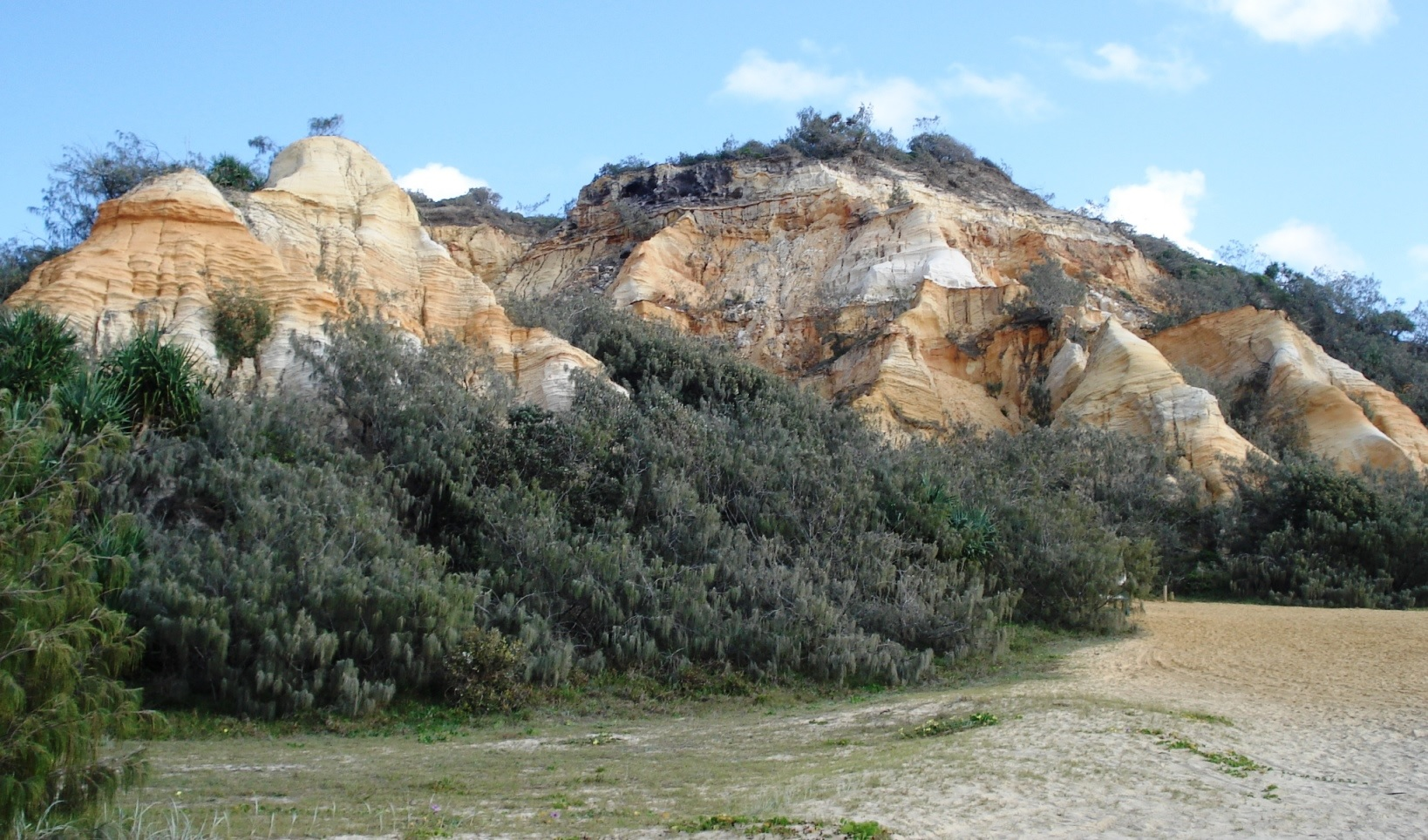
Heiliger Ort der Butchulla – die Teewah Coloured Sands / „The Pinnacles“ auf K’gari

Die Coloured Sands sind große Sanddünen, die aus gepressten Sandschichten unterschiedlicher Färbung bestehen. 
Die Dünen erreichen eine Höhe von 200 Meter. 
Die Farbschichten entstehen durch Beimischungen von unterschiedlich zusammengesetzten Pflanzenresten aus verschiedenen Epochen der Sandaufschichtung. 
Der Zerfall des organischen Materials setzt Stoffe frei, die den Sand verfärben.
Das Phänomen ist auch auf K’gari zu beobachten, wo sie Pinnacles Coloured Sands genannt werden.

## Bedeutung
Die folgende Legende erzählt, wie die Coloured Sands, dem Glauben der Aborigines folgend, entstanden sind. 
Die Legende ist in unterschiedlichen Wortlauten und mit teilweise abweichenden Namen überliefert. 
Die nachstehende Übersetzung der Erklärungstafeln verwendet die gleichen Namen, wie sie in den Erklärungstafeln des Naturdenkmals verwendet werden:

„Während der Traumzeit lebte an den Ufern des Noosa Flusses eine junge, wunderschöne, schwarze Frau mit Namen Wuru. Obwohl sie Winyer, einem älteren Mann versprochen war, verliebte sie sich in Wiberigan, den Regenbogen. Wiberigan kam jeden Morgen zu Wuru, um sie zu besuchen. Wuru klatschte dann vor Freude in die Hände und sang für schönen Regenbogen.

Eines Tages kam Winyer – ein böser Mann von einem anderen Stamm – daher und entführte Wuru. Er machte Wuru zu seiner Frau und Sklavin. Voll Bosheit schlug er sie und zwang sie alle Arbeiten zu tun. Er selbst saß währenddessen im Schatten und bewunderte seinen schrecklichen, tödlichen Bumerang. Dieser Bumerang war größer als der höchste Baum und besessen von einem bösen Geist. 

Eines Tages rannte Wuru ihrem Mann Winyer davon. Als sie gerade den Strand entlang lief, der zu dieser Zeit noch ganz flach war, blickte sie hinter sich. Wuru sah Winyers Bumerang auf sich zukommen, den Winyer geworfen hatte, um sie zu töten. Sie rief um Hilfe und fiel zu Boden, da sie sich viel zu sehr ängstigte, um noch weiterzulaufen. 

Plötzlich hörte sie ein lautes Geräusch vom Himmel herabschallen und sah Wiberigan, ihren geliebten Regenbogen, wie er über das Meer eilte, um ihr zur Hilfe zu kommen. Der boshafte Bumerang griff den mutigen Regenbogen an und beide trafen mit einem fürchterlichen Donnerschlag aufeinander. Der gewaltige Schlag tötete den Bumerang und zerschmetterte zugleich den Regenbogen. 

So lag der Regenbogen, zerbrochen in viele kleine Stücke, sterbend am Stand. Dort liegt er in seiner Farbenpracht noch immer und formt die Hügel, die entlang des Strandes zu finden sind.“